# إبراهيم ينال
إبراهيم ينال ؛ إبراهيم تبال هو إبراهيم أخ طغرل بك و جغري بك من أمهم و أحد قادة السلاجقة. استطاع السيطرة على همدان وكنغاور في 1047م. كما قاد عدة معارك ساعدت في توسيع رقعة الدولة السلجوقية في الأناضول.

## اسمه
تذكره المصادر العربية ك(تبال) بينما تشير له المصادر الإنجليزية ك(إنال) / (Inal).

## معاركه
بعد معركة سرخس أمر قاد جيش طغرل بك  إبراهيم ينال بحصار نيسابور و بالفعل استسلمت المدينة و تسلمها طغرل بك و أعلن نفسه فيها سلطاناً. وفي حوالي العام 1045 ارسله طغرل بك لفتح الري. 
 وبعد مقتل إبن عمه أبو علي حسن أمره طغرل بك مع قتلمش لقتال البيزنطيين و قاد السلاجقة للانتصار في معركة كابترون 1048 ضد الإمبراطورية البيزنطية والمملكة الجورجية.كانت هذه المعركة هي بداية فتوحات إبراهيم ينال وقتلمش (ابن عم السلطان) في الاناضول، حيث انسحب السلاجقة غانمين عدداً مهول الآسرى والغنائم، بينهم القائد الجورجي ليباريت الرابع.

## الوحشة بين ينال وأخيه طغرل بك
في سنة 441 هـ، استوحش إبراهيم ينال من أخيه السلطان طغرل بك. وكان سبب ذلك أن طغرل بك طلب من إبراهيم أن يسلم إليه مدينة همذان والقلاع التي بيده من بلد الجبل فامتنع من ذلك واتهم وزيره أبا علي بالسعي بينهما في الفساد فقبض عليه وأمر فضرب بين يديه وسمل إحدى عينيه وقطع شفتيه وسار عن طغرل بك وجمع جمعًا من عسكره والتقيا وكان بين العسكرين قتال شديد انهزم ينال وعاد منهزمًا فسار طغرل بك في أثره فملك قلاعه وبلاده جميعها.
وتحصن إبراهيم ينال بقلعة سرماج وامتنع على أخيه فحصره طغرل بك فيها وكانت عساكره قد بلغت مائة ألف من أنواع العسكر وقاتله فملكها في أربعة أيام وهي من أحصن القلاع وأمنعها واستنزل ينال منها مقهورًا وأرسل إلى نصر الدولة بن مروان يطلب منه إقامة الخطبة له في بلاده فأطاعه وخطب له في سائر ديار بكر وراسل ملك الروم طغرل بك وأرسل إليه هدية عظيمة وطلب منه المعاهدة فأجابه إلى ذلك. وأرسل ملك الروم إلى ابن مروان يسأله أن يسعى في فداء ملك الأبخاز المقدم ذكره فأرسل نصر الدولة شيخ الإسلام أبا عبد الله بن مروان في المعنى إلى السلطان طغرل بك فأطلقه بغير فداء فعظم ذلك عنده وعند ملك الروم وأرسل عوضه من الهدايا شيئًا كثيرًا وعمروا مسجد القسطنطينية وأقاموا فيه الصلاة والخطبة لطغرل بك ودان حينئذ الناس كلهم له وعظم شأنه وتمكن ملكه وثبت. ولما نزل ينال إلى طغرل بك أكرمه وأحسن إليه ورد عليه كثيرًا مما أخذ منه وخيره بين أن يقطعه بلادًا يسير إليها وبين أن يقيم معه فاختار المقام معه.

## فتنة ينال مع أخيه طغرل بك
كان إبراهيم ينال قد ملك بلاد الجبل وهمذان واستولى على الجهات من نواحيها إلى حلوان عام سنة سبع وثلاثين. ثم استوحش من السلطان طغرل بك بما طلب منه أن يسلم إليه مدينة همذان والقلاع فأبى من ذلك ينال وجمع جموعاً وتلاقيا فانهزم ينال، وتحصن بقلعة سرماج فملكها عليه بعد الحصار، واستنزله منها، وذلك سنة إحدى وأربعين. وأحسن إليه طغرل بك وخيره بين المقام معه أو إقطاع الأعمال فاختار المقام. ثم لمّا ملك طغرل بك بغداد وخطب له بها سنة سبع وأربعين خرج إليه البساسيري مع قُرَيْش بن بدران صاحب الموصل ودبيس بن مزيد صاحب الحلة، وسار طغرل بك إليهم من بغداد، ولحقه أخوه إبراهيم ينال فلما ملك الموصل سلمها إليه وجعلها لنظره مع سنجار والرحبة وسائر تلك الأعمال التي لقريش، ورجع إلى بغداد سنة تسع وأربعين.ثم بلغه سنة خمسين بعدها أنه سار إلى بلاد الجبل فاستراب به وبعث إليه يستقدمه بكتابه وكتاب القائم مع العهد الكندي فقدم معه. وفي خلال ذلك قصد البساسيري وقريش بن بدران الموصل فملكاها وجفلوا عنها فاتبعهم إلى نصيبين، وخالفه أخوه إبراهيم ينال إلى همذان في رمضان سنة خمسين. يقال إنّ العلويّ صاحب مصر والبساسيري كاتبوه واستمالوه وأطمعوه في السلطنة فسار السلطان في اتباعه من نصيبين، وردّ وزيره عميد الملك الكندي وزوجته خاتون إلى بغداد، ووصل إلى همذان ولحق به من كان ببغداد من الأتراك فحاصر همذان في قلعة من العسكر، واجتمع لأخيه خلق كثير من الترك، وحلف لهم أن لا يصالح طغرل بك ولا يدخل بهم العراق لكثرة نفقاته. وجاءه محمد وأحمد ابنا أخيه أرباش بأمداد من الغز فقوي بهم ووهن طغرل بك فأفرج عنه إلى الري، وكاتب إلى أرسلان ابن أخيه داود، وقد كان ملك خراسان بعد أبيه سنة إحدى وخمسين كما يذكر في أخبارهم، فزحف إليه في العساكر ومعه إخواه ياقوت وقاروت بك، ولقيهم إبراهيم فيمن معه فانهزم، وجيء به وبابني أخيه محمد وأحمد أسرى إلى طغرل بك فقتلهم جميعاً، ورجع إلى بغداد لاسترجاع القائم.
ترك طغرل وزيره عميد الملك الكندري ببغداد مع الخليفة حين حارب أخاه، وكان البساسيري وقريش بن بدران فارقا الموصل عند زحف السلطان طغرل بك إليهما فلما سار عن بغداد لقتال أخيه بهمذان خالفه البساسيري وقريش إلى بغداد فكثر الأرجاف بذلك، وبعث على دبيس بن مزيد ليكون حاجبه ببغداد ونزلوا بالجانب الشرقي، وطلب من القائم الخروج معه إلى أحيائه واستدعى هزارشب من واسط للمدافعة واستمهل في ذلك فقال العرب لا نشير فأشيروا بنظركم، وجاء البساسيري ثامن ذي القعدة سنة خمسين في أربعمائة غلام على غاية من سوء الحال ومعه أبو الحسين بن عَبْد الرحيم، وجاء حسين بن بدران في مائة فارس، وخيموا مفترقين عن البلد، واجتمع العسكر والقوم إلى عميد العراق، وأقاموا ازاء البساسيري، وخطب البساسيري ببغداد للمستنصر العلوي صاحب مصر بجامع المنصور، ثم بالرصافة؛ وأمر بالأذان بحي على خير العمل، وخيم بالزاهر، وكان هوى البساسيري لمذاهب الشيعة، وترك أهل السنة للإنحراف عن الأتراك فرأى الكندري المطاولة لانتظار السلطان، ورأى رئيس الرؤساء المناجزة، وكان غير بصير بالحرب فخرج لقتالهم في غفلة من الكندري فانهزم وقتل من أصحابه خلق، ونهب باب الأزج وهو باب الخلافة.
وهرب أهل الحريم الخلافي فاستدعى القائم العميد الكندري للمدافعة عن دار الخلافة فلم يرعهم إلاّ اقتحام العدوّ عليهم من الباب النوبي، فركب الخليفة ولبس السواد، والنهب قد وصل باب الغردوس، والعميد الكندري قد استأمن إلى قُرَيْش فرجع ونادى بقريش من السور فاستأمن إليه على لسان رئيس الرؤساء، واستأمن هو أيضاً معه، وخرجا إليه وسار معه ونكر البساسيري على قُرَيْش نقضه لمّا تعاهدا عليه، فقال: إنما تعاهدنا على الشركة فيما يستولي عليه، وهذا رئيس الرؤساء لك والخليفة لي. ولما حضر رئيس الرؤساء عند البساسيري وبخه وسأله العفو فأبى منه، وحمل قُرَيْش القائم إلى معسكره على هيئته، ووضع خاتون بنت أخي السلطان طغرل بك في يد بعض الثقات في خواصه وأمره بخدمتها، وبعث القائم ابن عمه مهارش فسار به إلى بلده حُدَيْثَةَ خان وأنزله بها. وأقام البساسيري ببغداد وصلى عيد النحر بالألوية المصرية وأحسن إلى الناس وأجرى أرزاق الفقهاء ولم يتعصب لمذهب. وأنزل أم القائم بدارها وسفل جرايتها. وولى محمود بن الأفرم على الكوفة، وسعى الفرات وأخرج رئيس الرؤساء من محبسه آخر ذي الحجة فصلبه عند التجيبي لخمسين سنة من ترددة في الوزارة. وكان ابن ماكولا قد قبل شهادته سنة أربع عشرة. وبعث البساسيري إلى المستنصر العلوي بالفتح والخطبة له بالعراق، وكان هنالك أبو الفرج ابن أخي أبي القائم المغربي فاستهان بفعله وخوفه عاقبته، وأبطأت أجوبته مدّة، ثم جاءت بغير ما أمل، وسار البساسيري من بغداد إلى واسط والبصرة فملكها وأراد قصر الأهواز فبعث صاحبها هزارشب بن شكر فأصلح أمره على مال يحمله. ورجع البساسيري إلى واسط في شعبان سنة إحدى وخمسين، وفارقه صدقة بن منصور بن الحسين الأسدي إلى هزارشب، وقد كان ولى بغداد اباه على ما يذكر. ثم جاء الخبر إلى البساسيري بظفر طغرلبك بأخيه، وبعث إليه والي قُرَيْش في إعادة الخليفة إلى داره، ويقيم طغرلبك، وتكون الخطبة والسكة له فأبى البساسيري من ذلك فسار طغرل بك إلى العراق، وانتهى إلى قصر شيرين، وأجفل الناس بين يديه. ورحل أهل الكرخ بأهليهم وأولادهم براً وبحراً، وكثر عيث بني شيبان في الناس، وارتحل البساسيري بأهله وولده سادس ذي القعدة سنة إحدى وخمسين لحول كامل من دخوله وكثر الهرج في المدينة والنهب والإحراق. ورحل طغرل بك إلى بغداد بعد أن أرسل من طريقه الأستاذ أحمد بن محمد بن أيوب المعروف بابر فورك إلى قُرَيْش بر بدران بالشكر على فعله في القائم وفي خاتون بنت أخيه زوجة القائم، وأن أبا بكر بن فورك جاء بإحضارهما والقيام بخدمتهما، وقد كان قُرَيْش بعث إلى مهارش بأن يدخل معهم إلى البرية بالخليفة ليصد ذلك طغرل بك عن العراق، ويتحكم عليه بما يريد فأبى مهارش لنقض البساسيري عهوده، واعتذر بأنه قد عاهد الخليفة القائم بما لا يمكن نقضه، ورحل بالخليفة إلى العراق، وجعل طريقه على بدران بن مهلهل. وجاء أبو فورك إلى بدر فحمله معه إلى الخليفة وأبلغه رسالة طغرل بك وهداياه، وبعث طغرل بك للقائه وزيره الكندري والأمراء والحجاب بالخيام والسرادقات والمقربات بالمراكب الذهبية فلقوه في بلد بدر. ثم خرج السلطان فلقيه بالنهروان، واعتذر عن تأخره بوفاة أخيه داود بخراسان، وعصيان إبراهيم بهمذان، وأنه قتله على عصيان. وأقام حتى رتب أولاد داود في مملكته، وقال إنه يسير إلى الشام في اتباع البساسيري. وطلب صاحب مصر فقلده القائم سيفه إذ لم يجد سواه، وأبدى وجهه للأمراء فجوه وانصرفوا. وتقدم طغرل بك إلى بغداد فجلس في الباب النوبي مكان الحاجب، وجاء القائم فأخذ طغرل بك بلجام بغلته إلى باب داره، وذلك لخمس بقين من ذي القعدة سنة إحدى وخمسين، وسار السلطان إلى معسكره وأخذ في تدبير أموره.

## مقتله
قُتل ينال على يد أخيه طغرل بك على أثر فتنة البساسيري في 450 هجرية . حيث استطاع طغرل بك أن يقضي على ثورة أخيه إبراهيم، حيث حاربه، وقهره، وجرت له فصول، ثم انفل جيشه وأخذه أسيراً، وخنقه بوتر مع إخوته سنة إحدى وخمسين وأربعمائة بنواحي الري. ثم عاد سريعًا لبغداد حيث قضى على ثورة البساسيري، وتعقبه، إلى أن قتله سنة 451هـ، وأعاد الخلافة السنية مرة أخرى، وأعاد الخليفة القائم بالله لموضعه مرة أخرى، وكان هذا العمل من أعظم أعمال طغرل بك على الإطلاق وكانت سببًا لشهرته وتقدمه على ملوك الإسلام، حتى أنه الوحيد من سلاطين الإسلام الذي حظي بمصاهرة الخليفة العباسي عندما تزوج من بنت الخليفة القائم بالله العباسي.